# Helena Sukova
Helena Suková (Prag, 23. veljače 1965.) bivša je profesionalna čehoslovačka tenisačica. U svojoj karijeri osvojila je 14 Grand Slam naslova u parovima i 4 puta bila finalistica.

## Životopis
Helena dolazi iz teniske obitelji. Njena majka Věra je bila finalistica Wimbledona 1962. godine, a njen otac Cyril Suk II je bio predsjednik Čehoslovačkog teniskog saveza. Njen brat Cyril Suk III je također profesionalni tenisač koji je s Helenom osvojio 3 Grand Slam naslova u mješovitim parovima.
Profesionalno se počela baviti tenisom 1983. godine. Najbolji ranking u pojedinačnoj konkurenciji bilo joj je 4. mjesto, a u konkurenciji parova 1. mjesto.

Suková je 2 puta bila finalistica Australian Opena (1984. i 1989.) i 2 puta US Opena (1986. i 1993.). Njena najupečatljivija pobjeda u pojedinačnoj konkurenciji bila je ona nad Martinom Navratilovom u polufinalu Australian Opena 1984. godine.
Kako nije nijednom osvojila Grand Slam naslov u pojedinačnoj konkurenciji, učinila je to 14 puta sa svojim partnerima. Osvojila je 9 Grand Slamova u parovima (4 Wimbledona, 2 US Opena, 2 Australian Opena i 1 Roland Garros) i 5 Grand Slamova u konkurenciji mješovitih parova (3 Wimbledona, 1 US Open i 1 Roland Garros). Nesumnjivo je bila igračica predodređena za igru parova.
Osim tih uspjeha, može se pohvaliti i s 2 srebrne olimpijske medalje. Jedne s igara u Seoulu 1988. godine, a jedne s igara u Atlanti 1996. godine. Naravno, u konkurenciji parova.
S čehoslovačkom reprezentacijom osvojila je Fed Cup 4 puta: 1983., 1984., 1985. i 1988. godine.
Prestala se baviti profesionalnim tenisom 1998. godine s ukupno osvojenih 69 naslova.

## Vanjske poveznice
|  | Zajednički poslužitelj ima još gradiva o temi Helena Suková |

- WTA profil  Arhivirana inačica izvorne stranice od 29. siječnja 2008. (Wayback Machine)